# Brodet
Brodet je gosta juha (obara) iz različnih vrst rib. Poleg rib so v brodetu predvsem še školjke, raki, hobotnica in drugi morski sadeži. čebula, česen, paradižnik, lovorjev list, olje, limona, peteršilj in belo vino. Vse sestavine se kuhajo v istem loncu.